# Oops, I Did It Again!
Oops, I Did It Again! è un disco di Cex.

## Tracce
1. "(You're) Off the Food Chain" (Rjyan Kidwell) – 2:04
2. "Eleven Million Dollars Worth of Bearer Bonds" (Kidwell) – 4:44
3. "Destination: Sexy" (Kidwell) – 7:03
4. "First for Wounds" (Kidwell) – 4:51
5. "I Said It Knowing Full Well I Had No Intention of Doing It" (Kidwell) – 3:46
6. "Texas Menstruates" (Kidwell) – 3:38
7. "It's All About Guilt" (Kidwell) – 3:30
8. "Flex on Cex, Eh" (Kidwell) – 3:11
9. "I Don't Think You Do Sin, Julia" (Kidwell) – 4:09
10. "Florida (Is Shaped Like a Big Droopy Dick for a Reason)" (Kidwell) – 5:41
11. "OD'd on First Base" (Kidwell) – 3:06
12. "Keep Pretending" (Kidwell) – 5:43
13. "Not Trying" (Kidwell) – 3:13
14. "After #4 Matrix Sndtrk. Rob D 'Clubbed to Death'" (Kidwell) – 0:50